# Hauske države
Hauske države bile su skup država kojima je vladao narod Hausa prije Fulani džihada.
Nalazile su se između rijeke Niger i jezera Čad (današnja sjeverna Nigerija). Hauske države ležale su između zapadnih sudanskih kraljevstava Drevne Gane, Malija i Songajskoga Carstva i istočnih sudanskih kraljevstava Kanem-Bornua. Oblikovale su se kao politička i kulturna regija tijekom prvog tisućljeća naše ere kao rezultat širenja naroda Hausa na zapad. Stigli su u Hauske države kada se teren mijenjao iz šuma u savanu. Počeli su uzgajati žitarice, što je dovelo do gušće seljačke naseljenosti. Imali su zajednički jezik, zakone i običaje. Hausa su bili poznati po: ribolovu, lovu, poljoprivredi, rudarstvu soli i kovanju.
Do 14. stoljeća Katsina je postala najmoćniji grad-država. Katsina je bila baza za transsaharsku trgovinu solju, tkaninom, kožom i žitom. Hausa usmena povijest odražava se u legendi o Bayajiddi, koja opisuje pustolovine Bagdadijevog heroja, Bayajidde, koje su kulminirale ubijanjem zmije u bunaru u Dauri i vjenčanjem s lokalnom kraljicom Magajiyom Dauramom. Prema legendi, heroj je imao dijete s kraljicom, Bawo, i još jedno dijete s kraljičinom sluškinjom, Karbagari.
Iako je sedam Hauskih država dijelilo isto podrijetlo, jezik i kulturu, države su bile karakterizirane žestokim međusobnim rivalstvom pri čemu je svaka država tražila nadmoć nad drugima. Stalno su ratovali jedni protiv drugih i često bi surađivali s osvajačima na štetu svojih sestrinskih država, ometajući njihovu kolektivnu snagu.